# تزلج فني بالعجلات
تزلج فني بالعجلات هي رياضة تشبه التزلج الفني على الجليد لكن يرتدي فيها المتنافسون حذاء دحرجة بدلاً من حذاء التزلج.